# Squash-Karibikmeisterschaft
Die Squash-Karibikmeisterschaften werden seit 1977 ausgetragen. Sowohl bei den Herren als auch bei den Damen findet dabei jeweils eine Einzel- und eine Mannschaftskonkurrenz statt. Bis 2009 erfolgte die Austragung alle zwei Jahre, seit 2010 wird das Turnier jährlich ausgetragen. 2018 fand kein Turnier statt.
Rekordsieger sind bei den Herren Christopher Binnie mit zehn Titeln sowie bei den Damen Sue Johnson und Nicolette Fernandes mit jeweils sechs Titelgewinnen.

## Karibikmeister

### Einzel

#### Herren
| Jahr | Sieger                  | Finalgegner        | Austragungsort                 |
| ---- | ----------------------- | ------------------ | ------------------------------ |
| 2024 | Khamal Cumberbatch (2)  | Julian Jervis      | Georgetown                     |
| 2023 | Khamal Cumberbatch      | Cameron Stafford   | Cayman Islands                 |
| 2022 | Christopher Binnie (10) | Khamal Cumberbatch | Kingston                       |
| 2019 | Christopher Binnie (9)  | Cameron Stafford   | Georgetown                     |
| 2017 | Christopher Binnie (8)  | Cameron Stafford   | Saint George                   |
| 2016 | Christopher Binnie (7)  | Lewis Walters      | Port of Spain                  |
| 2015 | Christopher Binnie (6)  | Cameron Stafford   | Cayman Islands                 |
| 2014 | Christopher Binnie (5)  | Cameron Stafford   | Barbados                       |
| 2013 | Christopher Binnie (4)  | Sunil Seth         | Guyana                         |
| 2012 | Christopher Binnie (3)  | Cameron Stafford   | Trinidad und Tobago            |
| 2011 | Christopher Binnie (2)  | Richard Chin       | Cayman Islands                 |
| 2010 | Richard Chin            | Christopher Binnie | St. Vincent und die Grenadinen |
| 2009 | Christopher Binnie      | Colin Ramasra      | Cayman Islands                 |
| 2007 | Gavin Cumberbatch       | Colin Ramasra      | Jamaika                        |
| 2005 | James Bullock           | Shawn Badrinath    | Trinidad und Tobago            |
| 2003 | Gary Plumstead          | Nicholas Kyme      | Barbados                       |
| 2001 | Luke Fraser (2)         | Garfield Wiltshire | Freeport                       |
| 1999 | Luke Fraser             | Garfield Wiltshire | Guyana                         |
| 1997 | John MacRury (3)        | Garfield Wiltshire | Jamaika                        |
| 1995 | Maxim Weithers (3)      | John MacRury       | Venezuela                      |
| 1993 | Maxim Weithers (2)      | John MacRury       | Trinidad und Tobago            |
| 1991 | Maxim Weithers          | Roger Arjoon       | Cayman Islands                 |
| 1989 | John MacRury (2)        | Garfield Wiltshire | Barbados                       |
| 1987 | John MacRury            | Wayne Burrowes     | Jamaika                        |
| 1985 | Lester Cox              | Wayne Burrowes     | Freeport                       |
| 1983 | Wayne Burrowes          | Rob Thompson       | Bermuda                        |
| 1981 | Rob Thompson            | Trevor Boyce       | Barbados                       |
| 1979 | Orville Haslam (2)      | Richard Lee        | Jamaika                        |
| 1977 | Orville Haslam          | Eddie Kyme         | Nassau                         |

#### Damen
| Jahr | Siegerin                | Finalgegnerin       | Austragungsort                 |
| ---- | ----------------------- | ------------------- | ------------------------------ |
| 2024 | Margot Prow (2)         | Mary Fung-A-Fat     | Georgetown                     |
| 2023 | Margot Prow             | Nicolette Fernandes | Cayman Islands                 |
| 2022 | Ashley Khalil           | Taylor Fernandes    | Kingston                       |
| 2019 | Nicolette Fernandes (6) | Meagan Best         | Georgetown                     |
| 2017 | Meagan Best (2)         | Karen Meakins       | Saint George                   |
| 2016 | Meagan Best             | Karen Meakins       | Port of Spain                  |
| 2015 | Karen Meakins (3)       | Runa Reta           | Cayman Islands                 |
| 2014 | Karen Meakins (2)       | Mary Fung-A-Fat     | Barbados                       |
| 2013 | Nicolette Fernandes (5) | Karen Meakins       | Guyana                         |
| 2012 | Nicolette Fernandes (4) | Karen Meakins       | Trinidad und Tobago            |
| 2011 | Nicolette Fernandes (3) | Karen Meakins       | Cayman Islands                 |
| 2010 | Karen Meakins           | Kerrie Sample       | St. Vincent und die Grenadinen |
| 2009 | Nicolette Fernandes (2) | Karen Meakins       | Cayman Islands                 |
| 2007 | Karen Anderson          | Karen Meakins       | Jamaika                        |
| 2005 | Nicolette Fernandes     | Karen Meakins       | Trinidad und Tobago            |
| 2003 | Marlene West (4)        | Nicolette Fernandes | Barbados                       |
| 2001 | Marlene West (3)        | Nicolette Fernandes | Freeport                       |
| 1999 | Marlene West (2)        | Sue Johnson 1       | Guyana                         |
| 1997 | Sue Johnson (6)         | Marlene West        | Jamaika                        |
| 1995 | Sue Lawrence (5)        | —                   | Venezuela                      |
| 1993 | Marlene West            | Natalie Webber      | Trinidad und Tobago            |
| 1991 | Sue Lawrence (4)        | Dianne Lee          | Cayman Islands                 |
| 1989 | Sue Lawrence (3)        | Dianne Lee          | Barbados                       |
| 1987 | Denise Kyme             | Josephine Whitehead | Jamaika                        |
| 1985 | Sue Lawrence (2)        | —                   | Freeport                       |
| 1983 | Sue Lawrence            | J. Peake            | Bermuda                        |
| 1981 | Perla Manapol           | Josephine Whitehead | Barbados                       |
| 1979 | Bridgette Marshall      | —                   | Jamaika                        |
| 1977 | Eileen Driscoll         | —                   | Nassau                         |

 1 Sue Lawrence trat nach ihrer Heirat unter ihrem neuen Namen Sue Johnson an.

### Doppel

#### Herren
| Jahr | Sieger                         | Finalgegner                      | Austragungsort |
| ---- | ------------------------------ | -------------------------------- | -------------- |
| 2024 | Julian Jervis Cameron Stafford | Darien Benn Shawn Simpson        | Georgetown     |
| 2023 | Julian Jervis Cameron Stafford | Khamal Cumberbatch Shawn Simpson | Cayman Islands |

#### Damen
| Jahr | Siegerinnen                  | Finalgegnerinnen                | Austragungsort |
| ---- | ---------------------------- | ------------------------------- | -------------- |
| 2024 | Ashley DeGroot Ashley Khalil | Amanda Haywood Sumairaa Suleman | Georgetown     |
| 2023 | Ashley DeGroot Ashley Khalil | Jade Pitcairn Marlene West      | Cayman Islands |

#### Mixed
| Jahr | Sieger                         | Finalgegner                          | Austragungsort |
| ---- | ------------------------------ | ------------------------------------ | -------------- |
| 2024 | Margot Prow Khamal Cumberbatch | Mary Fung-A-Fat Alexander Arjoon     | Georgetown     |
| 2023 | Jessica Davis Tahjia Lumley    | Nicolette Fernandes Jason-Ray Khalil | Cayman Islands |

### Mannschaft
| Jahr | Herren                                              | Damen                                               | Austragungsort                 |
| ---- | --------------------------------------------------- | --------------------------------------------------- | ------------------------------ |
| 2024 | Guyana                                              | Barbados                                            | Georgetown                     |
| 2019 | Guyana                                              | Guyana                                              | Georgetown                     |
| 2017 | Guyana                                              | Guyana                                              | Saint George                   |
| 2016 | Bermuda                                             | Barbados                                            | Port of Spain                  |
| 2015 | Jamaika                                             | Guyana                                              | Cayman Islands                 |
| 2014 | Guyana                                              | Guyana                                              | Barbados                       |
| 2013 | Guyana                                              | Guyana                                              | Guyana                         |
| 2012 | Trinidad und Tobago                                 | Barbados                                            | Trinidad und Tobago            |
| 2011 | OECS 1                                              | Barbados                                            | Cayman Islands                 |
| 2010 | Bermuda                                             | Barbados                                            | St. Vincent und die Grenadinen |
| 2009 | Trinidad und Tobago                                 | Trinidad und Tobago                                 | Cayman Islands                 |
| 2007 | Mannschaftswettbewerbe wegen Hurrikan Dean abgesagt | Mannschaftswettbewerbe wegen Hurrikan Dean abgesagt | Jamaika                        |
| 2005 | Jamaika                                             | Barbados                                            | Trinidad und Tobago            |
| 2003 | Bermuda                                             | Jamaika                                             | Barbados                       |
| 2001 | Guyana                                              | Barbados                                            | Freeport                       |
| 1999 | Guyana                                              | Jamaika                                             | Guyana                         |
| 1997 | Jamaika                                             | Jamaika                                             | Jamaika                        |
| 1995 | Guyana                                              | Barbados                                            | Venezuela                      |
| 1993 | Guyana                                              | Cayman Islands                                      | Trinidad und Tobago            |
| 1991 | Guyana                                              | Jamaika                                             | Cayman Islands                 |
| 1989 | Guyana                                              | Jamaika                                             | Barbados                       |
| 1987 | Jamaika                                             | Jamaika                                             | Jamaika                        |
| 1985 | Jamaika                                             | Barbados                                            | Freeport                       |
| 1983 | Jamaika                                             | Bermuda                                             | Bermuda                        |
| 1981 | Bermuda                                             | Jamaika                                             | Barbados                       |
| 1979 | Jamaika                                             | Jamaika                                             | Jamaika                        |
| 1977 | Jamaika                                             | Bahamas                                             | Nassau                         |

 1 Die Mannschaft der OECS besteht aus Spielern der Mitgliederländer der OECS.